# 枯葉蛺蝶
枯葉蛺蝶（學名：Kallima inachus），又名木葉蝶、樹葉蝶等。屬於蛺蝶科，分布在熱帶亞洲地區，從印度到日本皆可見。枯葉蝶是非常精巧的偽裝動物，當枯葉蝶合上翅膀時，其外觀看起來就像一片枯葉。但翼的內面是有金屬光澤的亮麗顏色。

## 分布
本種有數個亞種，北起日本沖繩、八重山群島，南至印度北方、尼泊爾的東亞地區，海拔2000公尺以下的淺山丘熱帶林飛行。在台灣的族群被視為是特有亞種。成蟲的產卵期在三月左右，直至十月都可見；以夏季七、八月份數量最多。

## 成蟲
本種為大型種，成蟲多見於潮濕的森林，喜歡吸食樹液、腐敗的果實；飛翔相當迅速。前翅長約 42 ～ 45 毫米，以類似枯葉而聞名，顏色、形狀幾乎一樣，連葉脈、角度，甚至是破損處也都唯妙唯肖。翅背面底色為有金屬光澤的深藍色，前翅中央有橙色斑帶，邊緣有黑色波紋，波紋中有白色斑點。後翅外緣也有波狀細線。
翅膀腹面底色多為褐色、黃褐色、紅褐色等，依品種差異而有不同。有的亦散布著枯黃色、苔綠色斑點。前翅頂內側至後緣中央及後翅前緣中央至後翅尾突有深色條紋，擬似葉脈。

## 幼生期
成蟲多將卵產在大樹、巨石或寄主植物附近，卵呈綠色球狀，表面有十數條線。幼蟲為五齡或六齡，體為黑色，體表有棘刺；中齡幼蟲棘刺呈黑色，終齡幼蟲為紅色。蛹為懸蛹，底色褐色，各腹節有尖銳的圓錐狀突起。

## 寄主植物
枯葉蝶的寄主主要為爵床科植物，常見的食草有馬藍等。